# Córka Wercyngetoryksa
Córka Wercyngetoryksa (fr. La Fille de Vercingétorix) – trzydziesty ósmy album o przygodach Gala Asteriksa. Autorem scenariusza jest Jean-Yves Ferri, a za rysunki odpowiadał Didier Conrad.
Premiera albumu miała miejsce w październiku 2019 r.

## Fabuła
Pewnej nocy w wiosce Galów zjawia się dwoje wodzów Arwernów, którym towarzyszy dziewczyna z torkwesem. Okazuje się, że jest to Adrenalina, jedyna córka Wercyngetoryksa.
Wodzowie proszą Asparanoiksa, by wsparł ich w ukryciu dziewczyny dopóty, dopóki nie zorganizują statku do Brytanii. Adrenalina jest bowiem ścigana przez Juliusza Cezara, który chce uczynić z córki pokonanego wroga prawdziwą Rzymiankę.
Asparanoiks zgadza się wesprzeć starych druhów i wtajemnicza w sprawę Panoramiksa, Asteriksa i Obeliksa. Wspólnie postanawiają dbać o bezpieczeństwo Adrenaliny. Nie jest to jednak proste, bo dziewczyna lubi swobodę, a jej marzeniem jest zamieszkać na wyspie Thule.

## Bohaterowie
- Asteriks,
- Obeliks,
- Panoramiks
- Adrenalina (fr. Adrénaline) – córka Wercyngetoryksa. Ubiera się po męsku i zawsze nosi torkwes ojca, który opiekujący się nią Arwernowie uważają za symbol oporu przeciw Rzymianom. Jest zmęczona zamieszaniem, jakie wokół niej panuje i pragnie zamieszkać z dala od Rzymian,
- Serialomaniks (fr. Adictosérix) – Gal walczący pod Alezją; zdradził sprawę Wercyngetoryksa i przeszedł na stronę Rzymian. Cezar obiecał mu, że jeśli schwyta Adrenalinę, powierzy mu ważne stanowisko.

## Nawiązania
- imię Letitbiksa, kapitana statku, z którego usług korzystają Arwernowie, pochodzi od tytułu utworu Let It Be; jego wygląd jest z kolei inspirowany postacią Janko Pistoleta, głównego bohatera komiksu Jehan Pistolet (pierwszego wspólnego projektu Goscinnego i Uderzo)[3],
- jeden z piratów z załogi kapitana Krwawobrodego jest karykaturą francuskiego piosenkarza Charles’a Aznavoura[3],
- nazwa organizacji FARC (Front Arwernów Relatywnie Czynnych), w której działają wodzowie Arwernów, nawiązuje nazwą do Rewolucyjnych Sił Zbrojnych Kolumbii (hiszp. Fuerzas Armadas Revolucionarias de Colombia)[4],
- imię Ludwikaamadeusza, Gota i bębniarza na rzymskim okręcie, nawiązuje do Ludwiga van Beethovena i Wolfganga Amadeusza Mozarta; postać nawiązuje także do Oskara, głównego bohatera Blaszanego bębenka[5].